# Cataclysta aclistalis
Cataclysta aclistalis är en fjärilsart som beskrevs av Dyar 1914. Cataclysta aclistalis ingår i släktet Cataclysta och familjen mott. Inga underarter finns listade i Catalogue of Life.